# Liste der Stolpersteine in Berlin-Altglienicke
Die Liste der Stolpersteine in Berlin-Altglienicke enthält die Stolpersteine im Berliner Ortsteil Altglienicke im Bezirk Treptow-Köpenick, die an das Schicksal der Menschen erinnern, die im Nationalsozialismus ermordet, deportiert, vertrieben oder in den Suizid getrieben wurden. Die Spalten der Tabelle sind selbsterklärend. Die Tabelle erfasst insgesamt sieben Stolpersteine und ist teilweise sortierbar; die Grundsortierung erfolgt alphabetisch nach dem Familiennamen.
| Bild | Name            | Verlegeort                                |  | Verlegedatum  | Leben |
| ---- | --------------- | ----------------------------------------- |  | ------------- | --- |
|      | Hermine Eichner | Köpenicker Straße 59 (Kolonie Lunapark I) |  | 20. Sep. 2013 | Hermine Eichner, geboren am 22. September 1874 in Matzdorf Kr. Bielitz, am 3. Oktober 1942 mit dem 3. großen Alterstransport (I/71) nach Theresienstadt deportiert; von dort am 16. Mai 1944 mit Transport Ea ins Vernichtungslager Auschwitz deportiert |
|      | Hugo Heilbronn  | Rudower Straße 68                         |  | 22. März 2014 | |
|      | Minna Heilbronn | Rudower Straße 68                         |  | 22. März 2014 | |
|      | Auguste Hengst  | Köpenicker Straße 59 (Kolonie Lunapark I) |  | 22. März 2014 | |
|      | Felix Lazarus   | Schirnerstraße 50                         |  | 20. Sep. 2013 | |
|      | Lina Zenz       | Schirnerstraße 28a                        |  | 20. Sep. 2013 | Lina Goetzer, geboren am 15. Juni 1876 in Schwedt/Oder, verheiratet mit dem Gastwirt Max Zenz; am 28. Juni 1943 mit dem 39. Osttransport nach Auschwitz deportiert                                                                                       |
|      | Max Zenz        | Schirnerstraße 28a                        |  | 20. Sep. 2013 | Max Zenz, geboren am 19. März 1883 in Berlin; evangelisch, Gastwirt der Gaststätte „Am Wasserturm“ in der Schirnerstraße; am 28. Juni 1943 mit dem 39. Osttransport nach Auschwitz deportiert                                                            |